# Bahdinan

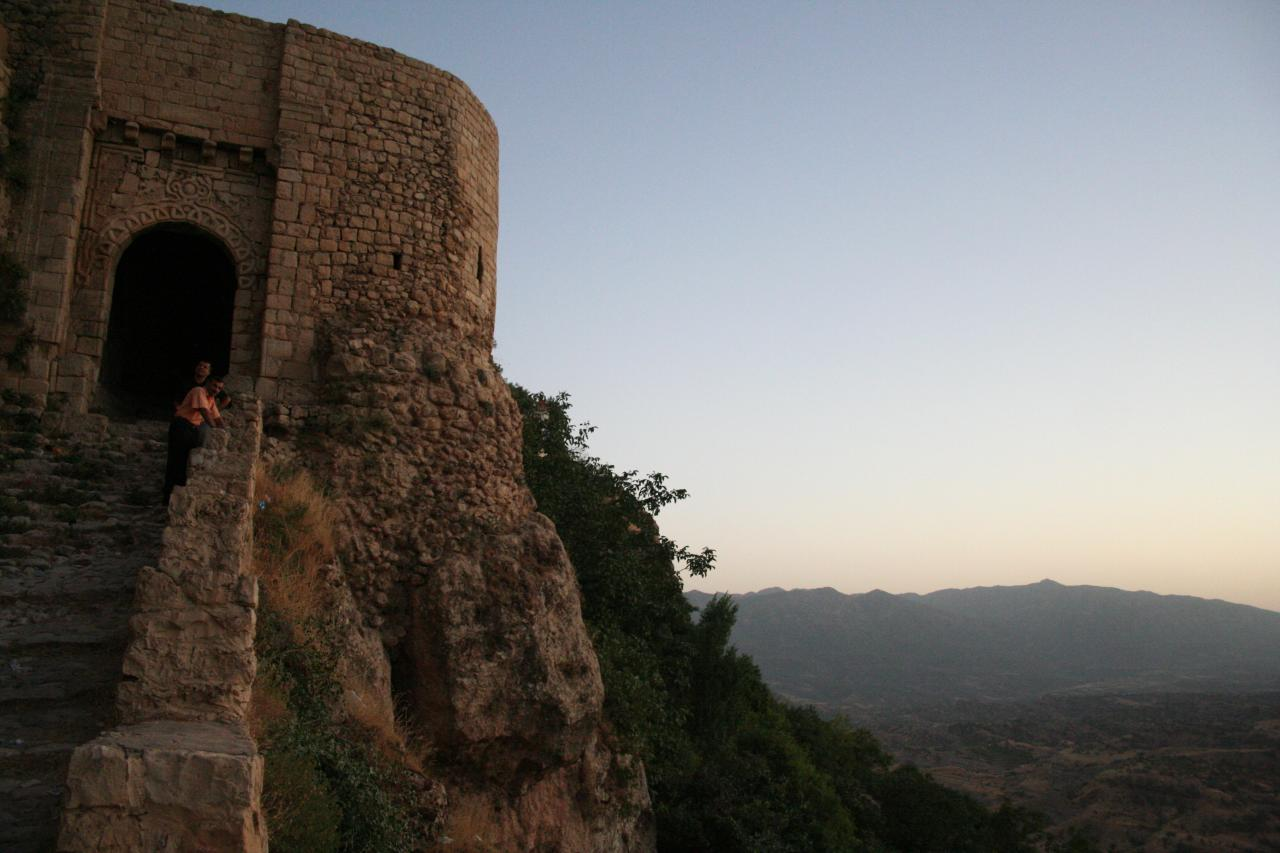
Le porte di Bahdinan ad Amadiya.

Il principato di Bahdinan o Badinan fu uno dei principati curdi più potenti e duraturi. Venne fondato da Baha-al-Din originario dell'area di Şemzînan ad Hakkari tra il XIII o il XIV secolo d.C. La capitale di questo emirato fu per molto tempo Amadiya. I sovrani di Bahdinan governarono l'emirato sin dal califfato abbaside, una delle prime dinastie nella storia islamica.
Era centrato nella città di Amadiya (o Amêdî) nell'attuale provincia di Dahuk nel Kurdistan iracheno. Secondo Evliya Çelebi il principato era diviso nei seguenti distretti:
Aqra, Zakho, Shikhoyi, Duhok, Zibari e Muzuri.
I distretti erano unità autonome sotto i propri governanti nominati dal khan di Amadiya. Vi erano inoltre capi tribali con posizioni ufficiliazzate (ad esempio, ai capi delle tribù Sindi e Silvane era richiesto della convalida dal sovrano di Zakho).
Il principato raggiunse il suo apice durante il regno di Bahram Pasha il Grande (1726-1767).
Minacciati dagli sforzi espansionistici e accentratori degli imperi ottomano e safavide, i principi di Bahdinan furono trascinati in scontri prolungati con queste due potenze rivali. I governanti di Bahdinan, Esmail Pasha e Mohammad Said Pasha furono deposti dall'emiro del vicino principato di Soran nel 1831. Tuttavia, il loro dominio fu ripristinato dopo che gli ottomani sconfissero Soran nel 1836. Sebbene l'influenza di Soran durò solo pochi anni, il principato di Bahdinan non si riprese mai del tutto. Perseguendo una politica di centralizzazione, gli ottomani rovesciarono il principato di Bahdinan nel 1843 (o 1838) e lo incorporarono nell'Eyalet di Mosul.
La biblioteca antica più famosa della regione, nella scuola Qubehan ad Amadiya, fu distrutta dalle truppe britanniche nel tentativo di reprimere una rivolta nella regione nel 1919, sebbene circa 400 manoscritti furono salvati e alla fine trovarono la loro strada nella collezione del Museo dell'Iraq.